# Médaille David-Crighton
La médaille David-Crighton est une distinction mathématique décernée depuis 2003 par l'Institute of Mathematics and its Applications (IMA) et la London Mathematical Society.
Ces deux organismes ont institué cette médaille en 2002 en l'honneur du mathématicien britannique David Crighton (1942–2000). L'attribution se fait tous les trois ans par les conseils de l'Institut et de la Société. La médaille de vermeil est décernée à un mathématicien qui est normalement résident dans la communauté mathématique représentée par les deux organisations, pour les services apportés à la fois aux mathématiques et à la communauté mathématique. Depuis 2015 elle est décernée tous les deux ans.

## Lauréats
- 2003 : John M. Ball
- 2006 : Erik Christopher Zeeman
- 2009 : Keith Moffatt
- 2012 : Arieh Iserles[2] et Peter Neumann[3]
- 2015 : Frank Kelly[4]
- 2017 : David Abrahams[5]
- 2019 : Ken Brown[6]
- 2021 : Caroline Series[7]
- 2023 : Alison Etheridge[8]